# Девід Рассел
Девід Овен Рассел (англ. David Owen Russell; нар. 20 серпня 1958) — американський кінорежисер та сценарист. Найбільш відомий за створення таких стрічок як «Збірка промінців надії», «Американська афера», «Боєць», «Змова», «Три королі» та ін.

## Біографія
Девід Расселл народився і виріс у Нью-Йорку. Мати Расселла італоамериканка. Батько — єврей. У 1981 році закінчив Емгерстський коледж, за спеціальністю «політологія та англійська мова». Дружить з Александром Пейном та Спайком Джонзом.[джерело?]

## Фільмографія

### Повнометражні фільми
| Рік  | Назва                  | Режисер | Сценарист | Продюсер   | Пос.  |
| ---- | ---------------------- | ------- | --------- | ---------- | ----- |
| 1994 | Розкріпачення          | Так     | Так       | Виконавчий | [ 2 ] |
| 1996 | Біда біду тягне        | Так     | Так       | Ні         | [ 2 ] |
| 1999 | Три королі             | Так     | Так       | Ні         | [ 2 ] |
| 2004 | Змова                  | Так     | Так       | Так        | [ 2 ] |
| 2010 | Боєць                  | Так     | Ні        | Ні         | [ 3 ] |
| 2012 | Збірка промінців надії | Так     | Так       | Ні         | [ 2 ] |
| 2013 | Американська афера     | Так     | Так       | Ні         | [ 2 ] |
| 2015 | Прикута                | Так     | Ні        | Ні         | [ 4 ] |
| 2015 | Джой                   | Так     | Так       | Так        | [ 2 ] |
| 2022 | Амстердам              | Так     | Так       | Так        | [ 5 ] |
| Н/Д  | Медден                 | Так     | Так       | Так        | [ 6 ] |

### Короткометражні фільми
- Bingo Inferno: A Parody on American Obsessions (1987)
- Hairway to the Stars (1989)
- Soldiers Pay (2004)
- Past Forward (2016)